# Meta megye
Meta Kolumbia egyik megyéje. A nagy területű megye az ország középső részén terül el. Székhelye Villavicencio.

## Földrajzi helyzete
Az ország középső részén elterülő megye északon Bogotával, Cundinamarca és Casanare megyékkel, keleten Vichada, délen Guaviare és Caquetá, nyugaton pedig Huila megyékkel határos. Nyugati részén az Andok hegyei emelkednek, középső és keleti része alacsonyabb fekvésű.

## Nemzeti parkjai
A Sierra de la Macarena Nemzeti Parkban folyik a színes vízinövényeiről híres Caño Cristales folyó.
Nyugati részén a Los Pichachos Nemzeti Park (Parque Nacional Serranía De Los Pichachos) területe átnyúlik a szomszédos Caquetá és Huila megyébe.
Északnyugati sarkába benyúlik a Chingaza Nemzeti Park (Parque Nacional Natural Chingaza) déli csücske (a park fő területe Cundinamarca megyében van).
Az előző kettő között, Meta nyugati határvidékén található Sumapaz Nemzeti Park (Parque Nacional Páramo de Sumapaz) területén négy megye és a főváros osztozik.
A Los Pichachos Nemzeti Parktól keletre, a Sierra de la Macarena Nemzeti Parktól délre található a mindkettővel határos Tinigua Nemzeti Park (Parque Nacional Natural Tinigua), amelynek teljes területe (akárcsak a Sierra de la Macarenáé) Meta megyében van.

## Gazdasága
Legfontosabb termesztett növényei az olajpálma, a banán, a citrusfélék, a rizs, a kukorica és a szója. A legjelentősebb tenyésztett állatok a szarvasmarha és a kacsa. Az ipar árbevételének legnagyobb részét a malomipar adja.

## Népessége
Ahogy egész Kolumbiában, a népesség növekedése Meta megyében is gyors, ezt szemlélteti az alábbi táblázat:
| Év             | Lakosság |
| -------------- | -------- |
| 1985           | 474 046  |
| 1993           | 561 121  |
| 2005           | 783 168  |
| 2012 (becsült) | 924 871  |